# كوريتا براون
كوريتا براون (بالإنجليزية: Coretta Brown)‏ مواليد 21 أكتوبر 1980، هي لاعبة كرة سلة أمريكية معتزلة تحولت إلى التدريب بعد الاعتزال. بدأت مسيرتها الاحترافية في سنة 2003. تم اختيارها من قبل فريق سان أنطونيو ستارز خلال الدرافت. وحملت الرقم 14. يبلغ طولها 5 قدم 9 بوصة (1.8 م). اعتزلت اللعب في 2006. لعبت مع إنديانا فيفر وشيكاغو سكاي في الاتحاد الوطني لكرة السلة النسائية.

## روابط خارجية
- كوريتا براون على موقع الاتحاد الوطني لكرة السلة النسائية (الإنجليزية)
- كوريتا براون على موقع كرة السلة الأوروبية.كوم (الإنجليزية)
- كوريتا براون على موقع كلية كرة السلة في سبورتس رفرنس.كوم (الإنجليزية)
- كوريتا براون على موقع بروبوليرز (الإنجليزية)
- كوريتا براون على موقع سبورتس رفرنس (الإنجليزية)